# Pro Meteorologia emlékplakett
A Pro Meteorologia emlékplakett egy államilag adományozott kitüntetés, melyet a Agrárminisztérium ítél oda minden évben a kiemelkedő meteorológiai tevékenységet elért személyeknek. A kitüntetést évente március 23-án, a meteorológiai világnapon adják át. A Pro Meteorologia emlékplakett a Schenzl Guidó-díj mellett a magyarországi meteorológia egyik legmagasabb szakmai elismerése. Az érvényben levő miniszteri rendelet évente négy kitüntetés kiadását engedélyezi.
A díjat 1995-ben alapították a Környezetvédelmi és Területfejlesztési Minisztérium rendeletére. Jelenleg a Agrárminisztérium adja át a díjakat.

## A díjazottak listája
- 1995: Kozma Béla
- 1995: Kéri Menyhért
- 1995: Tänczer Tibor
- 1995: Tóth Pál
- 1996: Dunay Sándor
- 1996: Felméry László
- 1996: Práger Tamás
- 1996: Vissy Károly
- 1997: Mezősi Miklós
- 1997: Makainé Császár Margit
- 1998: Bodolainé Jakus Emma
- 1998: Csomor Mihály
- 1998: Dombai Ferenc
- 1998: Horváth Emil
- 1999: Simon Antal
- 1999: Weidinger Tamás
- 1999: Tar Károly
- 1999: Torda Lajos
- 2000: Böjti Béla
- 2000: Posza István
- 2000: Bartholy Judit
- 2000: Horváth László
- 2001: Szilágyi Tibor
- 2001: H. Bóna Márta
- 2001: Bereczky László
- 2002: Buránszkiné Sallai Márta
- 2002: Németh Lajos
- 2002: Geresdi István
- 2002: Makra László
- 2003: Horváth Ákos
- 2003: Varga Miklós
- 2003: Zemankovicsné Hunkár Márta
- 2004: Kőrösi György
- 2004: Mika János
- 2004: Ungár János
- 2005: Bartha Imre
- 2005: Dunkel Zoltán
- 2005: Gáspár Pál
- 2005: Maller Aranka
- 2005: Matyasovszky István
- 2006: Antal Emánuelné
- 2006: Haszpra László
- 2006: Papp Andor
- 2006: Tőkei László
- 2007: Horányi András
- 2007: Ináncsi László
- 2007: Kenderesi Kálmán
- 2007: Kövér Béláné
- 2008: Ihász István
- 2008: Károssy Csaba
- 2008: Németh Péter
- 2008: Völker József
- 2009: Barcza Zoltán
- 2009: Kovács Győző
- 2009: Tamáskovits Károly
- 2009: Tölgyesi László
- 2010: Ács Ferenc
- 2010: Péliné Németh Csilla
- 2010: Szilvási Erzsébet
- 2010: Szudár Béla
- 2011: Faragó István
- 2011: Molnár Károly
- 2011: Putsay Mária
- 2011: Szeibert Tivadarné
- 2012: Buda István
- 2012: Jákfalvi Mihály
- 2012: Mészáros Róbert
- 2012: Pusztainé Holczer Magdolna
- 2013: Klaibán Sándor
- 2013: Löwinger Endre
- 2013: Puskás János
- 2013: Radics Kornélia
- 2014: Kovács László
- 2014: Pappné Ferenczi Zita
- 2014: Sáhó Ágnes
- 2014: Zárbok Zsolt
- 2015: Fejes Edina
- 2015: Hernádi Balázs
- 2015: Németh György
- 2015: Wantuchné Dobi Ildikó
- 2016: Horváth Gyula
- 2016: Lakatos Mónika
- 2016: Pongrátz Rita
- 2016: Vadász Vilmos
- 2017: Balogh Tibor
- 2017: Hangyál Gyula
- 2017: Kis-Kovács Gábor
- 2017: Szépszó Gabriella
- 2018: Konkolyné Bihari Zita
- 2018: Molnár József
- 2018: Rajnai Márk
- 2018: Sebők István
- 2019: Bonta Imre
- 2019: Gróbné Szenyán Idikó
- 2019: Hodossyné Rétfalvi Rita
- 2019: Varga Zoltán
- 2020: Berényi Lívia
- 2020: Hernádi György
- 2020: Nagy József
- 2020: Németh Ákos
- 2020: Szabó Péter
- 2020: Tóth Róbert
- 2021: Baranka Györgyi
- 2021: Gili Balázs
- 2021: Horváthné Zsikla Ágota
- 2021: Kerekes András
- 2022: Major Ágnes
- 2022: Tölgyesiné Puskás Márta
- 2022: Tompa Erzsébet
- 2022: Dr. Vári Péter
- 2023: Dr. Breuer Hajnalka
- 2023: Büki Richárd
- 2023: Labancz Krisztina
- 2023: Nyitrai László
- 2024: Fövényi Attila
- 2024: Dr. Gál Tamás Mátyás
- 2024: Dr. Kullmann László
- 2024: Soósné Dr. Dezső Zsuzsanna